# Chester (Arkansas)
Chester é uma cidade  localizada no estado americano de Arkansas, no Condado de Crawford.

## Demografia
Segundo o censo americano de 2000, a sua população era de 99 habitantes. Em 2006, foi estimada uma população de 105, um aumento de 6 (6.1%).

## Geografia
De acordo com o United States Census Bureau tem uma área de 1,3 quilômetros quadrados, dos quais 1,3 quilômetros quadrados cobertos por terra e 0,0 quilômetros quadrados cobertos por água.

## Localidades na vizinhança
O diagrama seguinte representa as localidades num raio de 24 quilômetros ao redor de Chester.